# Nike Ordem

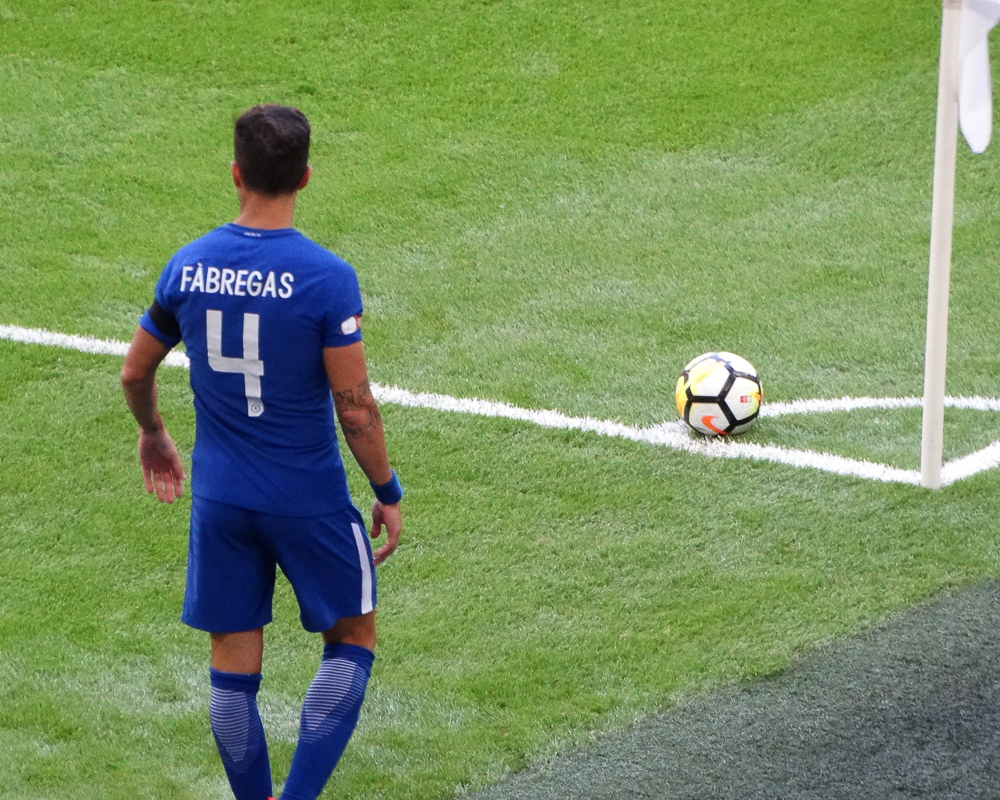
Cesc Fàbregas trong màu áo của Chelsea, đang thực hiện một cú phạt góc với trái bóng Nike Ordem V trong trận tranh Siêu cúp Anh năm 2017.

Nike Ordem là một thương hiệu bóng thi đấu được thiết kế bởi Nike. Nhiều phiên bản thiết kế của trái bóng này đã được tạo ra cho các giải đấu khác nhau bao gồm Premier League, Serie A, La Liga, Serie A Campeonato Brasileiro, Cúp bóng đá châu Á 2015, Copa Libertadores 2015 và Cúp bóng đá Nam Mỹ 2015